# یک روز، هر روز
یک روز، هر روز (به هندی: Ek Din Pratidin) یا و آرام طلوع می‌کند (به انگلیسی: And Quiet Rolls the Dawn) فیلمی هندی محصول سال ۱۹۷۹ و به کارگردانی مرینال سن است. در این فیلم بازیگرانی همچون ماماتا شانکار، گیتا سن، سریلا ماجومدار، ساتیا باندیوپادیای و آرون موکرجی ایفای نقش کرده‌اند.